# Linda Connor
Linda Stevens Connor (* 18. November 1944 in New York City, USA) ist eine amerikanische Fotografin. Sie unterrichtete ab 1969 als Professorin in der Abteilung für Fotografie des San Francisco Art Institute.

## Leben und Werk
Connors studierte ab 1963 bei dem amerikanischen Fotografen Harry Callahan an der Rhode Island School of Design, Providence, wo sie 1967 einen Bachelor of Fine Arts in  Photography erhielt. 1966 arbeitete sie als freiberufliche Fotografin in San Francisco und ab 1967 studierte sie bei Aaron Siskind am IIT Institute of Design am Illinois Institute of Technology in  Chicago, wo sie 1969 ihren Master-Abschluss erwarb. Sie unterrichtete anschließend viele Jahre Fotografie in Kalifornien, hauptsächlich am San Francisco Art Institute. Von 1973 bis 1975 war sie dort Co-Präsidentin der Fotografieabteilung und 1975 wurde sie Präsidentin der Abteilung.
Connor verwendet eine großformatige Kamera und ihre Abzüge entstehen durch direkten Kontakt des 8 × 10 Zoll großen Negativs auf Ausdruckpapier, welches mit Sonnenlicht belichtet und entwickelt wird. Um die Drucke archivierbar und dauerhaft zu machen, werden sie mit Goldchlorid getönt, fixiert und gewaschen und getrocknet. Unter ihren Bildern sind Abzüge, die sie von astronomischen Glasplattennegativen aus dem Lick-Observatorium-Archiv in Kalifornien aus dem 19. Jahrhundert angefertigt hat. Da das Ausdruckpapier nicht mehr produziert wird, können diese Abzüge nicht mehr hergestellt werden. Sie begann daher 2010 mit der digitalen Bildbearbeitung, deren Ergebnisse in verschiedenen Formaten erschienen, so als ein ziehharmonikaförmiges Buch, Archiv-Pigmentdrucke und großformatige Drucke auf Seide.
Ihre künstlerische Laufbahn führte sie in mehrere Länder, unter anderem nach Indien, in die Türkei, nach Peru, Island und Südostasien, in denen sie Landschaften und die religiösen und kulturellen Praktiken der Menschen dokumentierte, denen sie begegnete. Sie veröffentlichte zwei Bände ihrer Fotografien: Spiral Journey, mit Bildern aus Asien, Afrika, Australien und Amerika, aufgenommen von 1967 bis 1990, und Odyssey: Photographs by Linda Connor, eine Sammlung großformatiger Bilder, die 2008 von Chronical Books veröffentlicht wurde. Zu ihren bekanntesten Bildern gehören ihre Fotos der Petroglyphen des amerikanischen Westens sowie eine 2006er Fotoserie des Olson House, welches durch seine Darstellung in Andrew Wyeths Christina’s World berühmt wurde.
Connor war von 1985 bis 1999 Mitglied der gemeinnützigen Organisation Friends of Photography von Ansel Adams und bis 2002 Vorstandsmitglied. Im Jahr 2002 gründete sie PhotoAlliance, eine gemeinnützige Organisation in der Bay Area, die sich dem Verständnis, der Wertschätzung und der Schaffung zeitgenössischer Fotografie verschrieben hat und wurde deren Präsidentin.
Ihre erste Gruppenausstellung war 1968 Vision and Expression im George Eastman House in Rochester (New York).  Während ihrer Karriere hatte sie über 40 Einzelausstellungen und war in über 20 Gruppenausstellungen zu sehen.
Connors Fotografien sind auch in bedeutenden Sammlungen von Museen und Institutionen enthalten, darunter das Art Institute of Chicago, das Center for Creative Photography der University of Arizona in Tucson, das Museum of fine Arts in Boston, das High Museum of Art in Atlanta, das International Center for Photography in New York, das Museum of Modern Art in New York und das Victoria and Albert Museum in London.

## Auszeichnungen
- 1976: National Endowment for the Arts, Individual Grant
- 1979: John Simon Guggenheim Memorial Foundation Fellowship
- 1986: Photographer of the Year, Peer Awards, Friends of Photography, Carmel, CA
- 1988: Charles Pratt Memorial Foundation Award
- 1988: National Endowment for the Arts, Individual Grant
- 1989: Friends of Photography Photographer of the Year Award
- 1994: National Endowment for the Arts, Travel Grant
- 1997: 7th Annual LifeWork Award, Falkirk Cultural Center
- 1998: Best Book of the Year, 21st- A Contemporary Photography Journal, für On the Music of Spheres
- 2001: Flintridge Foundation Award for Visual Artists
- 2002: Flintridge Foundation Award for Visual Artists
- 2005: Honored Educator, Society of Photographic Educators[11]

## Ausstellungen (Auswahl)
- 2017: Many Years, The Photographs of Linda Connor, Kuandu Museum of Fine Arts, TNUA, Taipei, Taiwan
- 2018: In the Himalayas: Photographs by Linda Connor, Bolinas Museum, Bolinas
- 2021:  Datz Museum, Seoul, Korea
- 2021: Photo Gallery International (PGI), Tokyo, Japan

## Publikationen (Auswahl)
- 1979: Solos. Millerton, New York: Apeiron Workshops. ISBN 978-0934354042.
- 1990: mit Rebecca Solnit: Spiral journey: photographs 1967–1990. Museum of Contemporary Photography, Columbia College Chicago, ISBN 978-0932026217.
- 2012: Odyssey: The Photographs of Linda Connor. Chronicle Books, ISBN 978-0811889667.